# Ariadna decatetracantha
Ariadna decatetracantha är en spindelart som beskrevs av Main 1954. Ariadna decatetracantha ingår i släktet Ariadna och familjen sexögonspindlar.
Artens utbredningsområde är Western Australia. Inga underarter finns listade i Catalogue of Life.